# Коммунистическая партия Индии (маоистская)
Коммунистическая партия Индии (маоистская) — маоистская коммунистическая политическая партия и воинствующая организация в Индии, целью которой является свержение «полуколониального и полуфеодального индийского государства» посредством народной войны.
КПИ (маоистскую) часто называют наксалитами, ссылаясь на восстание Наксалбари, проводимое радикальными маоистами в Западной Бенгалии с 1967 года. Партия была признана террористической организацией в Индии в соответствии с Законом о предотвращении незаконной деятельности 2009 года.

## История образования
Партия была основана 21 сентября 2004 года в результате слияния Коммунистической партии Индии (марксистско-ленинской) «Народная война» и Маоистского коммунистического центра Индии.
В 2014 году в КПИ(маоистскую) вступила Коммунистическая партия Индии (марксистско–ленинская) Наксалбари.
КПИ(маоистская) в 2023 году была приглашена в Международную коммунистическую лигу — международную марксистско-ленинистскую-маоистскую организацию, основанную в 2022 году и следующая Мысли председателя Гонсало. КПИ(маоистская) отказалась вступать, выпустив критику МКЛ.
21 мая 2025 года в перестрелке с индийскими силами безопасности в районе Абуджмарх, штат Чхаттисгарх погибли 28 наксалитов, включая генерального секретаря центрального комитета КПИ(маоистской) Намбала Кешава Рао.

## Стратегия
КПИ(маоистская) не действует по правилам «господствующей буржуазной демократии» и нацелена на взятие власти путем затяжной вооруженной борьбы, основанной на партизанской войне.

## Правовой статус
Индийское правительство рассматривает партию как «леворадикальную экстремистскую организацию» и террористическую организацию. Несколько их членов были арестованы в соответствии с ныне несуществующим Законом о предотвращении террористической деятельности.
В 2012 году правительство Индии запретило организацию Революционный демократический фронт (англ. Revolutionary Democratic Front), поскольку посчитало, что организация связана с КПИ (маоистской). Несколько членов РДФ подверглись аресту за поддержку наксалитов. Бывший профессор Делийского университета Г. Н. Сайбаба был приговорён к пожизненному заключению, но в 2024 году смог добиться отмены приговора.